# Стенс
Стенс (англ. Stance) — стиль автомобильной кастомизации, основанный на автоспорте, в основном на Формуле-1 и Дрифте. Стенс чаще применяется к автомобилям относительно клиренса (дорожного просвета) и заменяет слово drop (в переводе с англ. «падение»), которым обозначается заниженный и упавший на дорожное покрытие автомобиль. Основой стенса являются экстремальные параметры клиренса и угол постановки колес.

## История
Рождение стенс-культуры довольно сложно обозначить, однако его происхождение уходит корнями к практическому применению широких колес с малым вылетом. Еще десятки лет назад в автоспорте начали применяться такие колеса для создания более широкой колеи автомобиля, что обеспечивало мощным автомобилям лучший зацеп и серьезную устойчивость в поворотах.
В 70-х годах прошлого столетия в Европейских странах производители Porsche для создания широкой колеи авто стали применять отрицательный развал и широкие колеса. Новшество гарантировало безопасную устойчивость на поворотах и лучший зацеп на трассе.
Использование различной ширины колесных покрышек сейчас ассоциируется со стенс-движением, однако первыми такую модификацию стали применять японские механики в сервисах по доработке и нестандартному ремонту автомобилей. Окончательно стенс культура сложилась в Америке, несмотря на то, что большинство идей было перенято у японцев.
На сегодняшний день в стенсе выделяются два основных критерия — высота клиренса автомобиля и фитмент.

## Основные понятия
- Static Drop (англ.) — статическое занижение: вместо заводской подвески устанавливается винтовая подвеска, которая регулируется на желаемое по высоте положение автомобиля, благодаря этому автомобиль передвигается всегда в одном положении. В Европе и США такое занижение считается наиболее правильным режимом езды на каждый день.
- Fitment (с англ. стыковка, взаимное расположение) — положение колеса относительно арки (крыла) автомобиля
- Air suspension (с англ. пневматическая подвеска) — вариант занижения автомобиля с помощью пневмо-подушек, которые наполняются воздухом качающего компрессора; пневмо-подушки позволяют регулировать клиренс автомобиля в любой момент путем управления клавиш напрямую из салона автомобиля как в самое нижнее положение, когда автомобиль практически лежит на брюхе и вплоть до поднятия автомобиля до клиренса выше, чем был предусмотрен заводом-изготовителем изначально. С помощью пневматической подвески можно получить наибольший фитмент, когда кромка арки ложится между кромкой диска и резиной, чего нелегко добиться на статическом занижении.
- Wheel gap (с англ. зазор до колеса) — расстояние между аркой и колесом (с шиной).
- Rim gap (с англ. зазор до диска) — расстояние между аркой и кромкой колесного диска.

## Критика
Производители автомобилей критикуют стенс-культуру, поскольку владельцы вносят серьезные коррективы в конструкцию. Кроме того, владельцы автомобилей несут ответственность за изменение конструкции автомобиля, проведенное без разрешения ГИБДД или иных органов, определяемых правительством РФ.
Критики считают, что обратной стороной такого доступного способа заявить о себе является небезопасность переделанной машины, любые изменения в конструкции автомобиля могут привести к происшествию на дороге.

## В массовой культуре
Ежегодно во многих городах всего мира проходят стенс фестивали, которые собирают огромное количество как участников, так и зрителей, желающих посмотреть на уникальные автомобили.
На Красной поляне в Сочи 2-4 августа 2019 проходил крупнейший стенс-слет Grounded Event. Мероприятие объединило сотни интересных проектов не только из России, но и из стран СНГ. Уровень представленных участников — на базе как современных автомобилей (VW Golf 7, Audi Q3), так и моделей прошлых поколений (ВАЗ-2108) — поддерживал особенный интерес к Grounded.
GRABLEE (Грабли)— одно из самых важных событий сезона в мире стенса, куда съезжаются низкие машины со всего СНГ. Мероприятие проводится в начале мая, в Беларуси. Грабли собирают под своим брендом лучшие проекты стенс-культуры. Свое начало фестиваль берет в 2012 году.
Raceism Event — ежегодный фестиваль европейского масштаба, который проходит в Польше. Каждый год в Вроцлав съезжаются владельцы нескольких сотен лучших стенс проектов из 20 стран за 5 лет с момента основания Raceism стал одним из лучших автомобильных мероприятий в Европе.